# Factor intrínsec
El factor intrínsec és una glicoproteïna produïda per les cèl·lules parietals de l'estómac. És necessari per a l'absorció de vitamina B₁₂, més tard en l'ili terminal. Després de l'entrada a l'estómac, la vitamina B₁₂ s'uneix a haptocorrina (factor R), una altra glicoproteïna. El complex resultant entra al duodè, on els enzims pancreàtics digereixen l'haptocorrina. En l'entorn amb menys àcid de l'intestí prim, la B₁₂ pot llavors lligar-se al factor intrínsec. Aquest nou complex viatja a l'ili, on és endocitosat per les cèl·lules epitelials especials. Dins de la cèl·lula, la B₁₂, un cop més es dissocia i s'uneix a una altra proteïna, la transcobalamina II. Llavors el nou complex pot sortir de les cèl·lules epitelials per circular fins a entrar al fetge.